# Gotlandsrevyn
Gotlandsrevyn hade sin första föreställning 1998 till 125-årsjubileet av Gotlands Allehanda. 1999 gjordes den första egna uppsättningen.
Spelar varje år Nyårsrevy på Rondo, Klintehamn, Gotland.
- 2014 – Klockrent. Regissör Peter Jankert
- 2013 – Rasrisk. Regissör Peter Jankert
- 2012 – Höghus u lågvatten. Regissör Peter Jankert
- 2011 – Bock i kanten. Regissör Peter Jankert
- 2010 – Nytt & Nött. Regissör Peter Jankert
- 2009 – Älva - en magisk revy. Regissör Peter Jankert
- 2008 – Dundakalas - en revysion. Regissör Örjan Herlitz.
- 2007 – Andre Bullar. Regissör Örjan Herlitz
- 2006 – Bland ettar u nollar. Regissör Tinta Lénberg
- 2005 – Smörgås u sjuckla. Regissör Tinta Lénberg
- 2004 – Inte för Inte. Regissör Tinta Lénberg
- 2003 – Femmen. Regissör Stefan Liljeberg
- 2002 – Spitakel. Regissör Billy Nilsson
- 2001 – Pa G. Regissör Billy Nilsson
- 2000 – Numma Ett
- 1999 – Duga
- 1998 – Ockupera lite mera

Gotlandsrevyn är en ekonomisk förening. Ordinarie medlemmar på scenen är:  Roland Olsson (huvudmanusförfattare), Julia Bendelin (ordf), Evert Jansson, Palten Jonsson, Pilla Olin, Gusti Larsson, Janne Henriksson, Anja Smittsarve, Sara Jacobsson och Linda Sippmanne.